# 海幸山幸號列車
海幸山幸，是日本九州旅客鐵道（JR九州）所營運，經日豐本線、日南線運行於宮崎車站與南鄉車站間的臨時特別急行列車。

## 概要
特急列車「海幸山幸」是連結日本九州宮崎縣南部地區的宮崎市與日南市的觀光列車，從2009年10月10日開始運行。列車的名稱由來是以南九州為舞台的日本神話「山幸彥與海幸彥」，整個列車的設計理念則是「用木頭打造的玩具箱渡假列車」。

## 運行概況

### 班次
從2009年10月10日開始運行，每逢週六、週日，以及春、夏、冬季的休假時段，以一日一個往返班次的形式運行。
列車是由單一駕駛員操作，客室乘務員則負責購票以及觀光導覽的工作。向谷實為本列車創作了兩種音樂（出發用與抵達用），車內播放的兩種樂音，三分鐘的車內背景輕音樂（海幸山幸主題曲）也包括在其中。
2021年3月13日隨時間表改正，於最繁忙期（GW、御盆、白銀週、年末年始）增設1往復、變成為每天2往復班次。但相關安排只維持了三年，2024年3月16日的時間表改正中，原有的增便班次被取消，回復至運轉日只提供1來回班次。

### 停車站
宮崎站 - 南宮崎站 - 田吉站 - 子供之国站 - 青岛站 - 北鄉站 - 飫肥站 - 日南站 - 油津站 - 南鄉站

### 使用車輛
利用在2005年9月颱風「彩蝶」災害中損壞而廢線的高千穗鐵道所轉賣的TR400形氣動車兩輛作為基礎改造，並以キハ125氣動車的形式編入車輛便置，編號為400番台（キハ125-401・402）。
內外裝的設計，是由多次操刀九州列車設計的水戶岡銳治所執行，而在內裝與外裝上使用日南地區特產的木材（飫肥杉）是一個十分顯著的特色。

## 歷史
- 2009年：

- 2月上旬：JR九州從高千穗鐵道購入TR-401・402號車廂，並搬入小倉綜合車輛中心進行改裝後，再以「Kiha125-401・402」名義入籍。
- 10月10日：日南線觀光特急「海幸山幸」宮崎站～南鄉站間開始營運。由時任宮崎縣知事東國原英夫出席主禮。

- 2019年10月26日：宮崎站舉行了營運10周年的紀念出發儀式。
- 2020年4月20日 - 6月20日：因着2019冠狀病毒病擴大影響，列車暫停運行。
- 2021年：

- 3月13日：隨時間表改正，最繁忙期增便至每日2往復運行、既存往復改為1及4號，新增往復班次為は2、3號，為營運以來首次冠以編號。
- 9月16日：小內海站附近發生泥石流，列車再度休止運行。
- 10月10日：因應九州國立博物館舉行特別企劃展「海幸山幸-祈禱和恩典的風景-」（「海幸山幸-祈りと恵みの風景-」）列車轉移至福岡縣，並每天3往復行駛博多站～二日市站間作特別運行。改造後首次於宮崎縣外營運。
- 11月21、23、27日：鹿兒島中央站～宮崎站間1日1往復限定特別運行。
- 12月11日：日南線復修工程完結，再度營運。

- 2024年：

- 3月16日：隨時間表改正，取消2、3號班次，回復1日1往復。　
- 9月7～8日：因應日向坂46舉行「日向Fest2024」多客情況，運用本列車作臨時快速列車(木花～南宮崎間)之用，並加設車掌乘務。

## 外部連結
- （日語）特急 海幸山幸（JR九州） （页面存档备份，存于）
- （繁體中文）特快列車「海幸山幸」（JR九州） （页面存档备份，存于）